# アワーズ…
『アワーズ…』（hours...）はイギリスのミュージシャン、デヴィッド・ボウイの20枚目のアルバム。

## 収録曲
1. サーズデーズ・チャイルド - Thursday's Child(5:24)
2. サムシング・イン・ザ・エアー - Something in the Air(5:46)
3. サヴァイヴ - Survive(4:11)
4. イフ・アイム・ドリーミング・マイ・ライフ - If I'm Dreaming My Life(7:04)
5. セヴン - Seven(4:04)
6. ワッツ・レアリー・ハプニング？ - What's Really Happening?(4:10)
7. ザ・プリティー・シングス・アー・ゴーイング・トゥ・ヘル - The Pretty Things Are Going to Hell(4:40)
8. ニュー・エンジェルズ・オブ・プロミス - New Angels of Promise(4:35)
9. ブリリアント・アドベンチャー - Brilliant Adventure(1:54)
10. ザ・ドリーマーズ - The Dreamers(5:14)
11. ウィー・オール・ゴー・スルー - We All Go Through(4:10)
  - 日本盤ボーナス・トラック。